# Loxothylacus texanus
Loxothylacus texanus är en kräftdjursart som beskrevs av Hilbrand Boschma 1933. Loxothylacus texanus ingår i släktet Loxothylacus och familjen Sacculinidae. Inga underarter finns listade i Catalogue of Life.